# Oude Sint-Salviuskerk (Limbricht)
De oude Sint-Salviuskerk, ook wel Salviuskerkje genoemd, is een kerkgebouw in Limbricht in de Nederlandse gemeente Sittard-Geleen. Het deels preromaanse kerkje ligt vlak bij kasteel Limbricht. De kerk is sinds de bouw van de nieuwe Sint-Salviuskerk in 1922 niet langer in gebruik als parochiekerk. De kerk is een rijksmonument en behoort sinds 1990 tot de Top 100 van de Rijksdienst voor de Monumentenzorg.

## Geschiedenis
De geschiedenis van de oude Salviuskerk gaat terug tot het einde van de 10e eeuw of het begin van de 11e eeuw. Van het toen gebouwde zaalkerkje resteert de noordmuur van maaskeien. In de 15e eeuw werd de oorspronkelijke zaalkerk uitgebreid met de huidige zuidbeuk in gotische stijl. Voor deze zuidbeuk werd mergel gebruikt. De toren, die voor de zuidbeuk staat, is ouder en dateert van ca. 1458. Het 13e-eeuwse koor in laat-romaanse stijl sluit aan op de noordbeuk en heeft nog steeds de oorspronkelijke kapconstructie.
Nadat in 1922 de nieuwe kerk gereed kwam werd de oude kerk aan de eredienst onttrokken. Bij een restauratie door architect F.P.J. Peutz in de jaren '50 van de 20e eeuw werden een aantal aanbouwen verwijderd, waardoor de middeleeuwse kerk vrij kwam te liggen. Tijdens de volgende restauratie tussen 1977 en 1984 werden in het koor muur- en gewelfschilderingen blootgelegd, de oudste die in een Nederlandse dorpskerk zijn aangetroffen. Deze schilderingen van rond 1300 zijn door E. Schoonekamp gerestaureerd. Ook is in dit kerkje een geelkoperen doosje gevonden met stukjes bot van de heilige Salvius, waarnaar deze kerkgemeenschap is vernoemd. Deze botjes zouden door twee nonnen uit Frankrijk zijn meegenomen naar Limbricht.

## Beschrijving

### Exterieur
De Salviuskerk is een tweebeukige kerk met een vijfzijdig gesloten koor, dat op de noordbeuk aansluit. Delen van de noordelijke muur van de noordbeuk dateren uit de 11e eeuw, andere delen zijn laatromaans. De zuidbeuk is gotisch. De noord- en zuidbeuk hebben beide aan de oostzijde een trapgevel in Maaslandse renaissancestijl uit 1651. In de gevels zijn diverse gevelstenen in gemetseld. De kerktoren sluit aan op de zuidbeuk en bestaat uit drie geledingen, bekroond met een ingesnoerde torenspits.

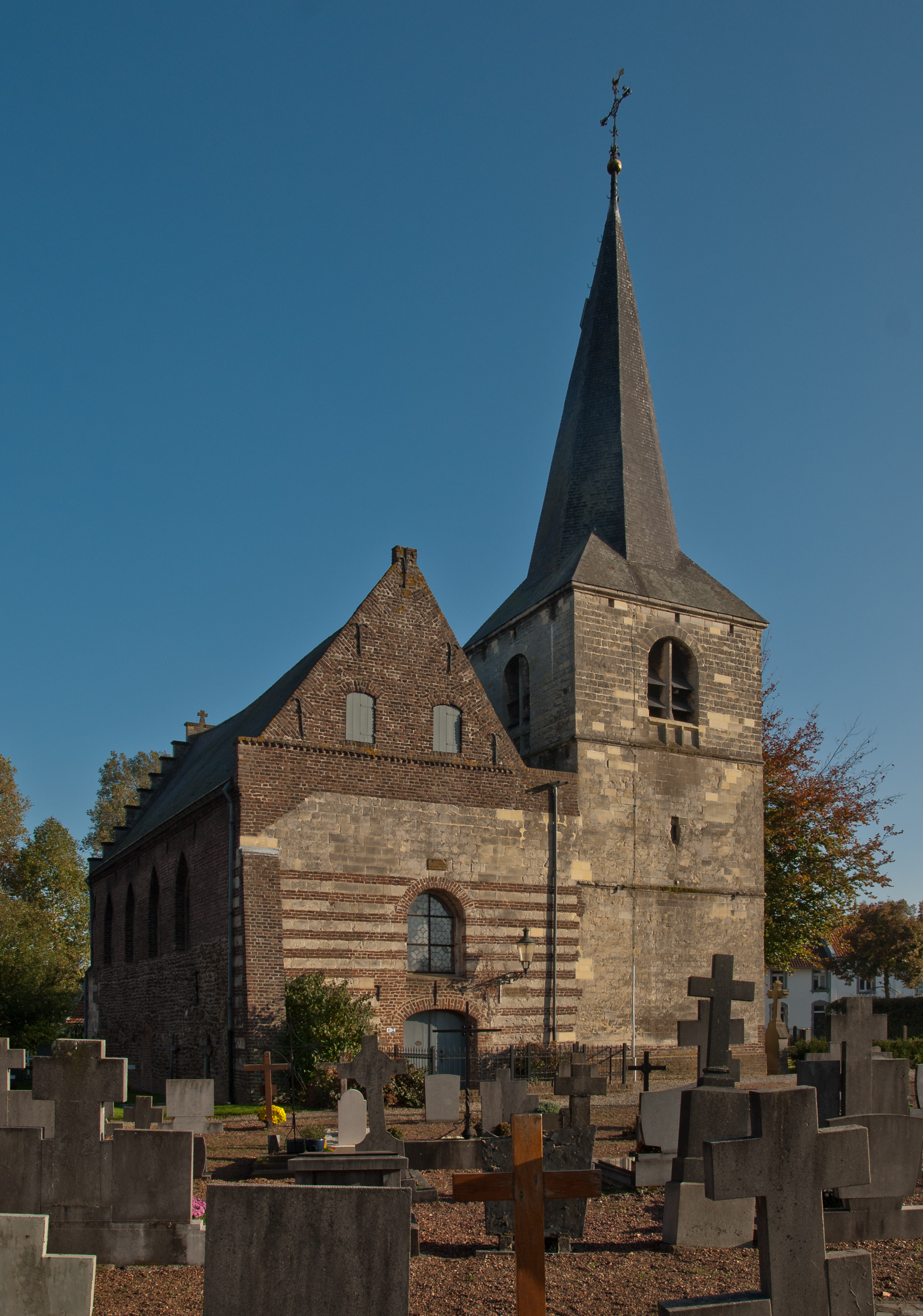
Noordbeuk en toren
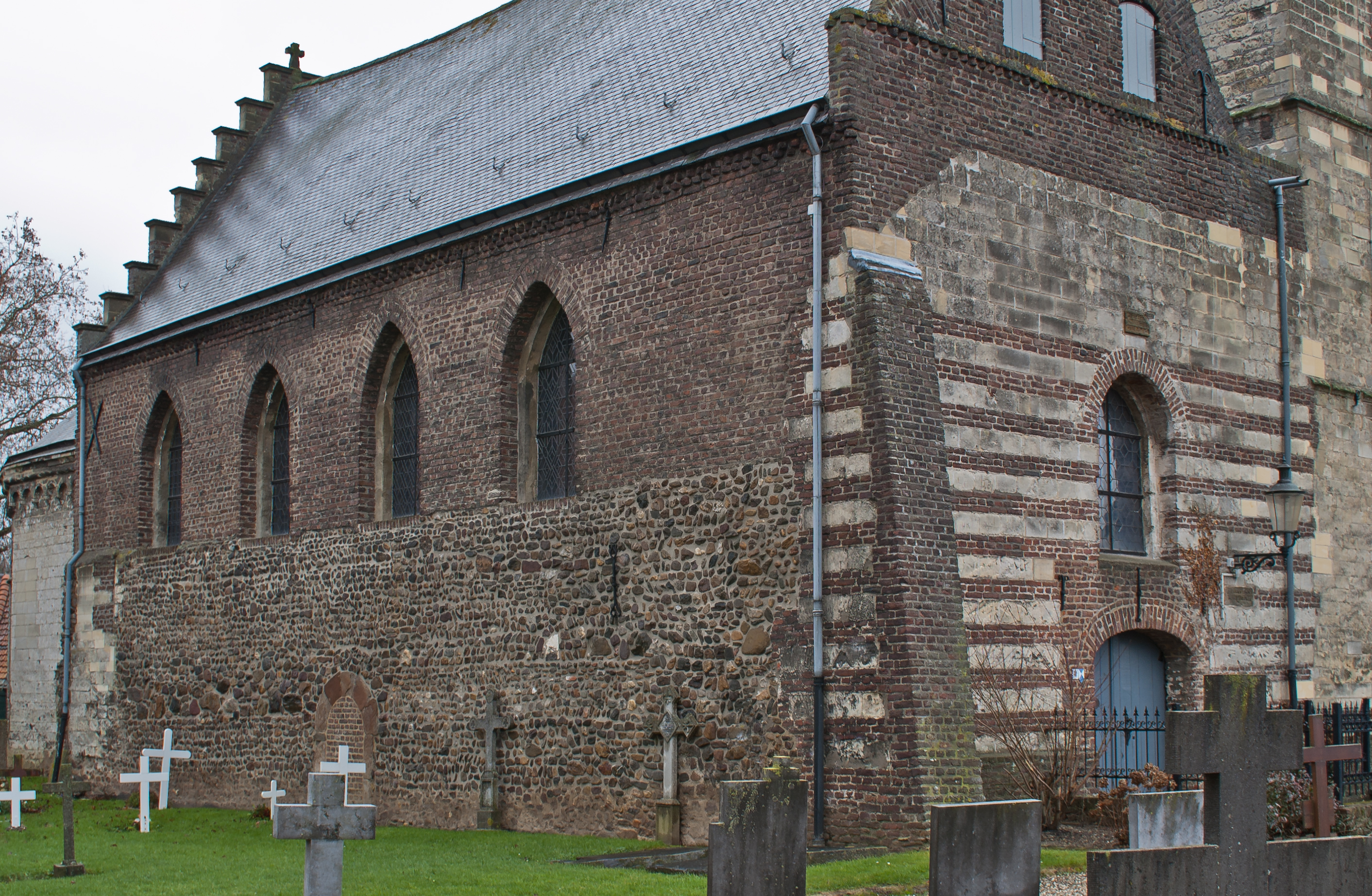
Noordgevel (oudste deel)
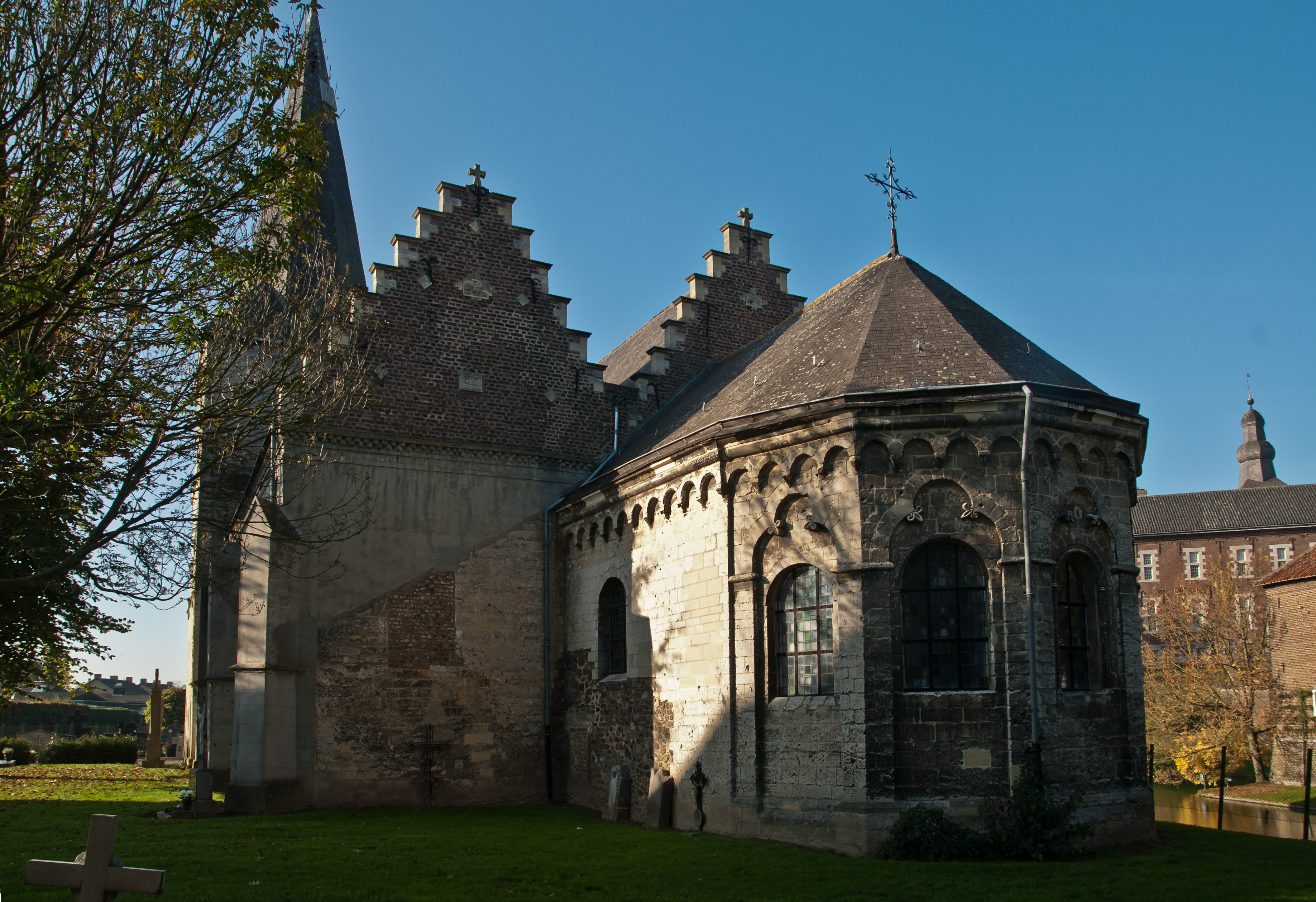
Koor en trapgevels
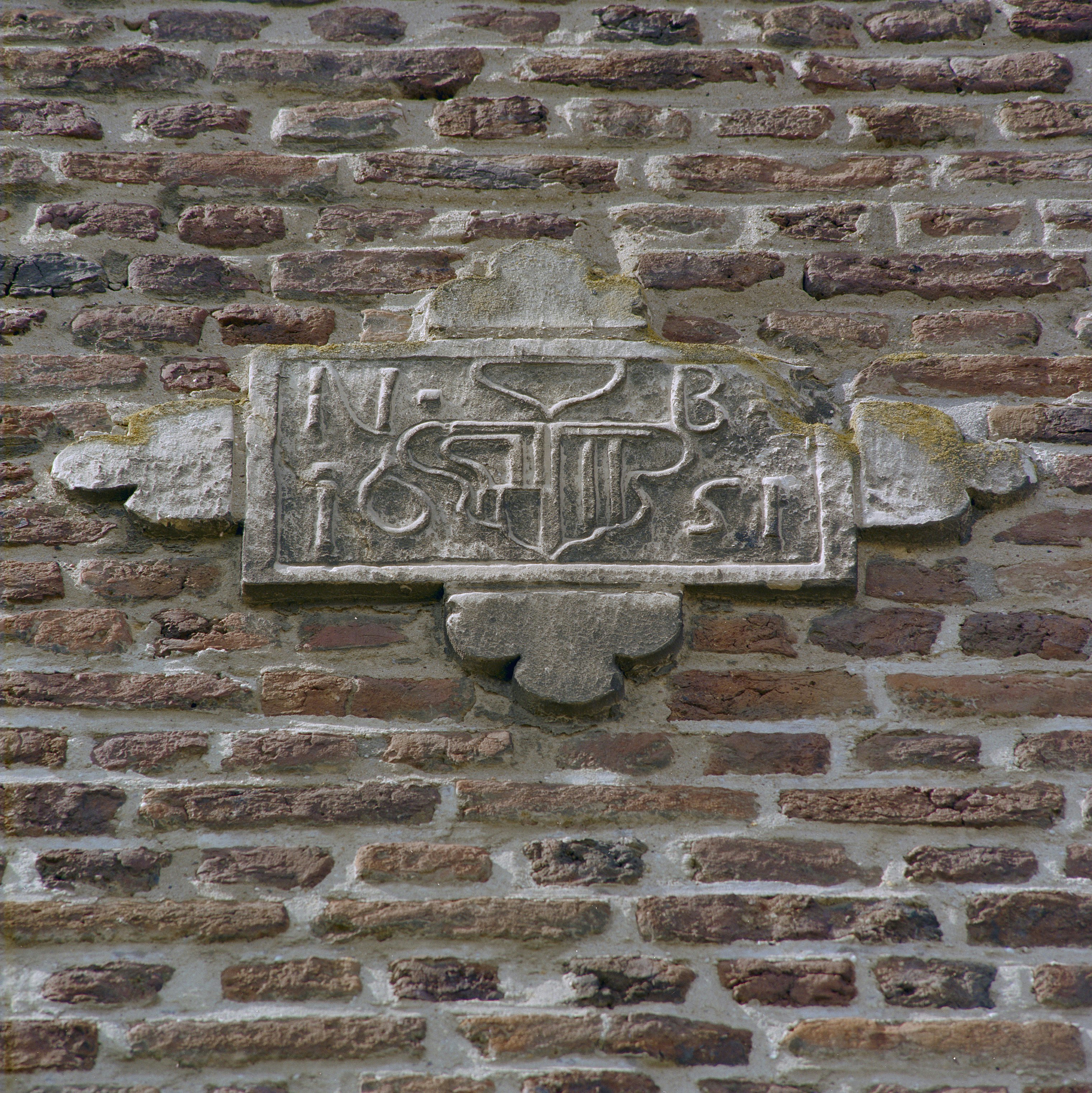
Gevelsteen uit 1651

### Interieur
Het schip bestaat uit een noordbeuk en een zuidbeuk en wordt gedekt door vlakke houten zolderingen. Het koor heeft een kruisribgewelf en straalgewelf, voorzien van gebeeldhouwde kraag- en sluitstenen. De gewelfschilderingen in het koor dateren van rond 1300. Afgebeeld zijn een Mariacyclus (o.a. de Annunciatie en de Kroning van Maria) en een Verlossingscyclus (o.a. de Hemelvaart van Jezus en het Laatste Oordeel). Het uit 1715 daterende kerkorgel is afkomstig uit het klooster Sint Agnetenberg in Sittard. Na de opheffing van dit klooster in 1801 werd het door Joseph Binvignat aangepast voor de kerk van Limbricht. In 1989 werd het oorspronkelijke orgel min of meer gereconstrueerd door Verschueren Orgelbouw. In de doopkapel bevindt zich een stucreliëf uit ca. 1800 met een voorstelling van de doop van Jezus in de Jordaan.

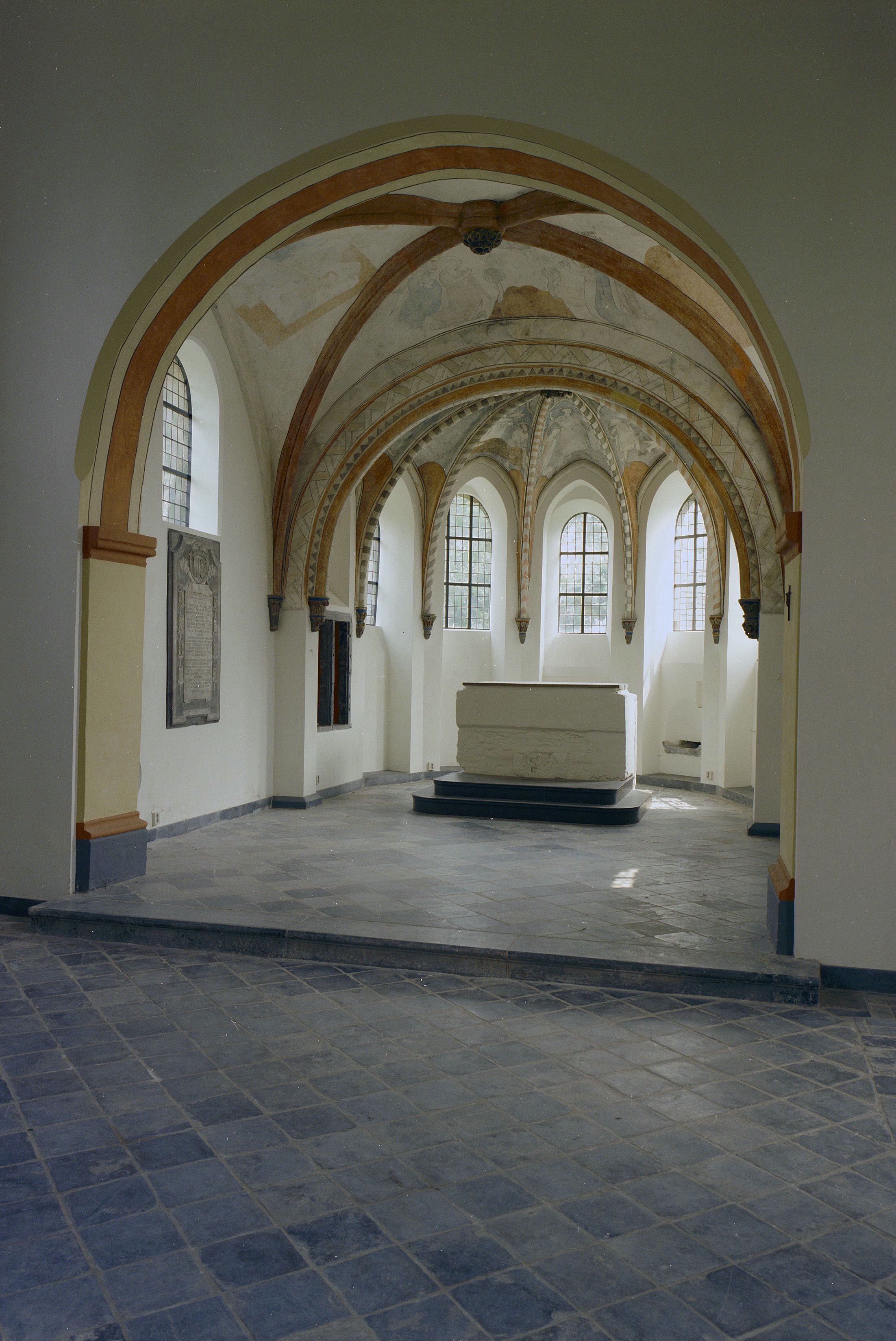
Zicht op het koor
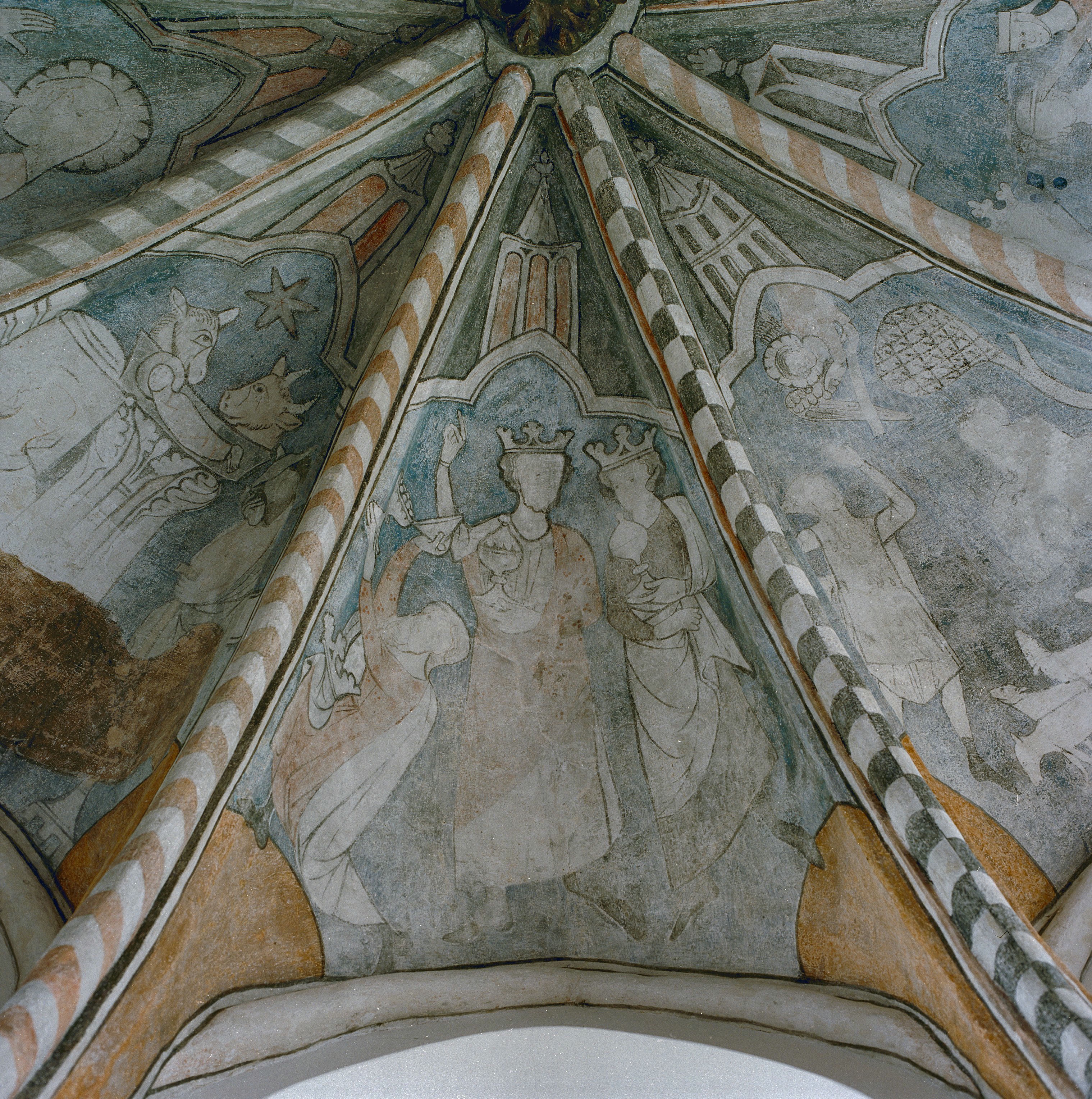
Koorgewelfschildering
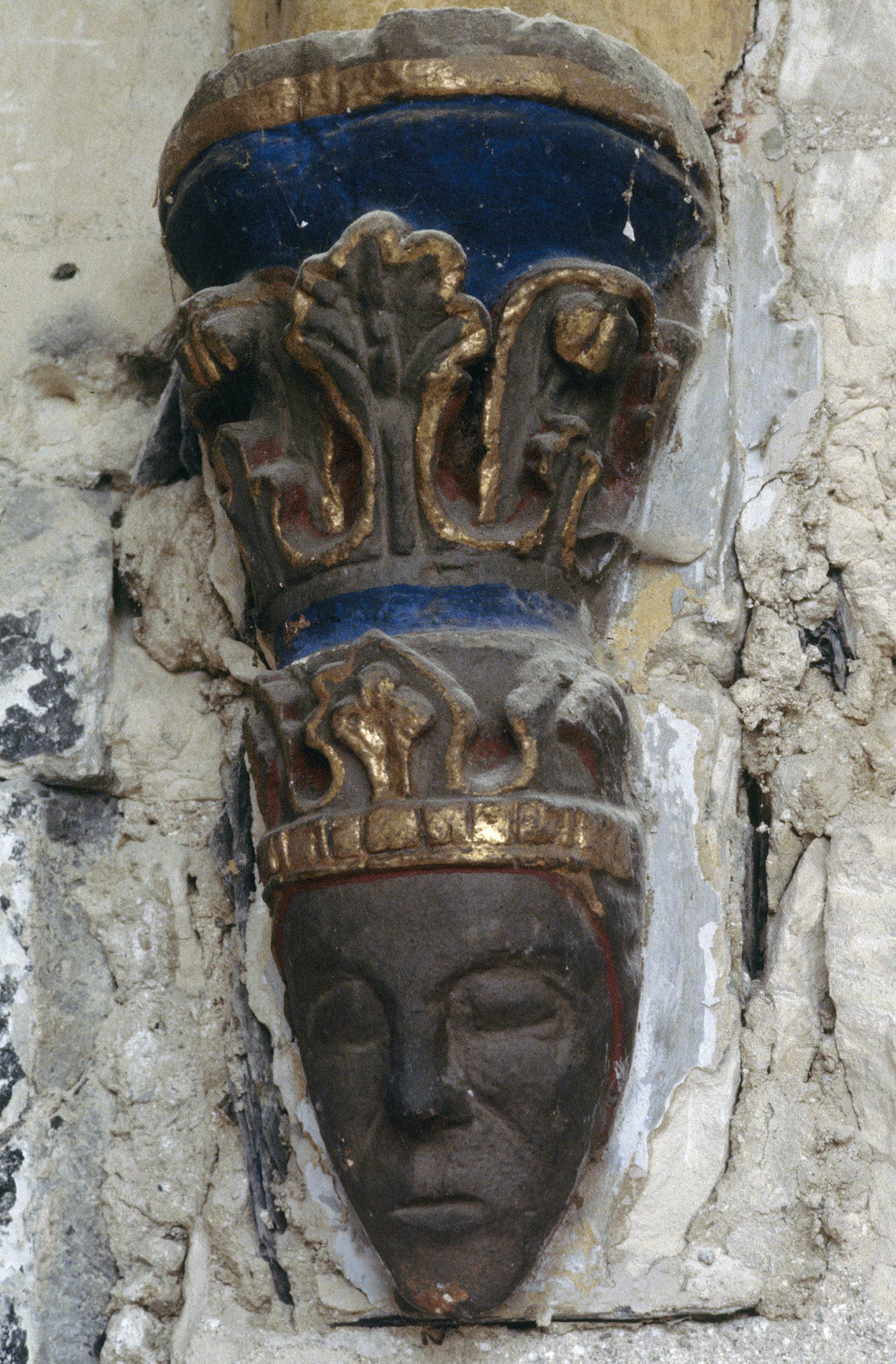
Gebeeldhouwde kraagsteen
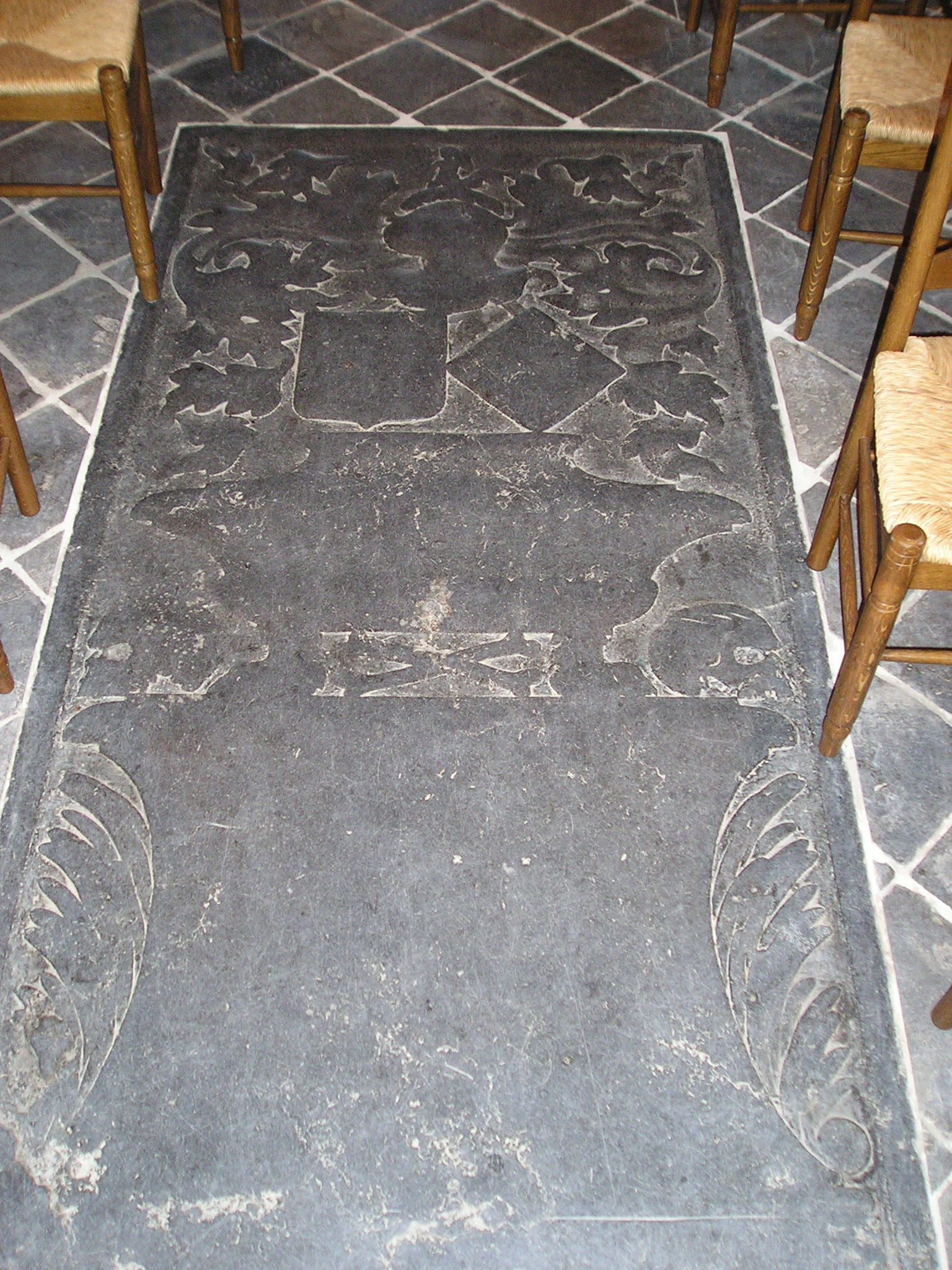
Grafsteen Van Breyll